# 马蒂亚斯·波利蒂基
马蒂亚斯·波利蒂基（德語：Matthias Politycki，1955年5月20日—），出生于卡尔斯鲁厄，是一位德国作家、小说家、诗人、散文家及有声书作家，是德国作家中的环球旅行者。波利蒂基因小说《女人小说》(Weiberroman)及《180天环游世界》(180 Tagen um die Welt)中的游轮讽刺文成名。其作品已有英文、法语、意大利语及日语译本。此外波利蒂基的某些论文也曾一度引发文艺评论论战。

## 生平
马蒂亚斯·波利蒂基成长于慕尼黑，曾就读于玛利亚-特雷西亚-文理综合中学。
在1974年完成高中毕业考试之后，马蒂亚斯·波利蒂基在诺伊堡/多瑙的猎兵营541进行首次服役。但在此次服役结束后，他决定拒绝履行其后的兵役义务。在1977年12月11日，他因此被判定为“拒服兵役者”。1975年至1987年间，马蒂亚斯·波利蒂基在慕尼黑大学及维也纳大学学习现当代德语文学、哲学、戏剧及传播学。
1981年波利蒂基取得了硕士学位。1987年波利蒂基取得了博士学位，师从日耳曼学者瓦尔特·缪勒-塞德尔，其博士论文题为《重估一切价值？尼采观点下转向哲学博士的德语文学》(Umwertung aller Werte? Deutsche Literatur im Urteil Nietzsches)。
1990年，在慕尼黑大学德语系作为学术顾问任教三个学期之后，马蒂亚斯·波利蒂基转行成为自由撰稿人。同时，他还在C.H.Beck出版社出任常设的自由编辑直至1999年。
马蒂亚斯·波利蒂基一直在寻找讨论美学与诗学的机会。从2000年到2005年，他在厄尔茂宫（Schloss Elmau）举办了数场名为“无题”的大会，许多作家、编辑及文评家到场参加。2011年，马蒂亚斯·波利蒂基出席慕尼黑文学节任策展人。马蒂亚斯·波利蒂基现为德国笔会中心（PEN-Zentrum Deutschland）及汉堡自由艺术学院（Freie Akademie der Künste in Hamburg）成员，生活在汉堡及慕尼黑两地。

## 文学创作

### 长篇及短篇小说
1987年马蒂亚斯·波利蒂基出版了个人首部长篇小说《告吹的事件——彩虹的分解，一部成长小说》(Aus Fälle / Zerlegung des Regenbogens)。这部小说被认为是对阿诺·施密特以及詹姆斯·乔伊斯的模仿，是由思辨成分过高的散文片段构成，因此遭到了许多的批评。
早在90年代初，马蒂亚斯·波利蒂基身为“风格明确的先锋派”曾激烈地反对这个所谓模仿的批评。他认为“文学必须像摇滚乐一样”，主张要赋予德语文学“新的可读性”，并因此引发了一场大规模的文评论战。
《女人小说》于1997年出版，成为畅销书、“异类小说”，被认为是德国文学后现代主义的代表性作品。这部小说为波利蒂基带来了“出色的幽默作家”和“回忆的杂技演员”的声誉。同时，这部小说也引发了一场关于所谓“78一代”的辩论。波利蒂基认为“78一代”是追随有着沉重思想负担的“68一代”而来，同时二者有着严格明确的界限。
2005年，波利蒂基出版了一部古巴小说《号角之主》（Herr der Hörner），他借此呈现了一部“酒神式跨越边境的猛犸象小说”。这部小说描述了一位启蒙后的欧洲人是如何在一个以史前礼俗为主导的文化中为生存而战的。
直到2008年出版流浪汉小说《180天环游世界》时，波利蒂基才再度延续了《女人小说》的成功，得到读者青睐。在这部小说中，他描述了一个在豪华游轮上的“当代痴儿西木，富豪及超级富豪的礼俗”。
2013年出版的小说 《撒马尔罕，撒马尔罕》（Samarkand Samarkand），据波利蒂基本人所言，是一部耗费了他半生心力的作品。这部小说将人引向2026年及萦绕着传说故事的撒马尔罕。亚历山大·考夫纳，一名经常穿越边境的山地步兵，他前往撒马尔罕去寻找一个神秘的圣庙。“《撒马尔罕，撒马尔罕》用有力的文字，记叙了充满东方色彩的旅行与探险，它向前推进到昏暗的心脏处。”
这部小说描绘了一幅灰暗的“自由西方”反乌托邦图景。在小说中，在大-俄罗斯及“巴格达哈里发”的原教旨主义部队的夹击之下，“自由西方”面临着毁灭的命运。为了维护民主的基本价值，人们的希望都只能寄托于一场“为了正义”的象征性胜利之上。
波利蒂基将劳伦斯·斯特恩、德尼·狄德罗、戈特弗里德·贝恩及弗拉基米尔·弗拉基米罗维奇·纳博科夫视作是文学上的榜样。过去几年中，这个名单还新添了欧内斯特·米勒·海明威。

### 诗歌
波利蒂基创作了题材丰富的诗歌作品，他的名字因此长期出现在演出剧目表上：1996到1997年间，他与罗伯特·格恩哈特共同合作，呈现了巡回演出诗歌节目《葡萄酒、女人与歌唱》（Wein, Weib und Gesang）；2004到2005年间，他与赫尔穆特·奥皮茨以及斯特凡·雅各布共同合作，呈现了剧目《女人。算了吧。难啊。》（Frauen. Naja. Schwierig.）
乌维·维特斯托克将他称作是“当代德国诗人中最伟大的语言烹饪师”。
2018年春，《诗歌全集 2017-1987》(Sämtliche Gedichte 2017-1987)出版。这部诗歌集收集了至今曾单独成册发行以及零散发表的诗歌，同时补充了新的诗歌组合以及由沃尔夫冈·弗吕瓦尔德撰写的后记。
北德广播电台NDR将该书选作2018年六月的“本月书籍”，并在“书籍日报”节目中将其称作是“一场诗意的探索之旅”。

### 散文
在1998年与2007年，波利蒂基出版了两本散文集，其中收集了零散发表的报刊文章。此外，在2015年与2017年，波利蒂基又出版了两卷被视作“非虚构文学”的散文集，它们介于文学与散文之间。一卷名为《42，195》，是一部关于马拉松运动的自传式散文集。另一卷名为《惊人的美丽、遥远与狂野》(Schrecklich schön und weit und wild)，它“混合了哲学散文和自传式的体会记录”，关乎“旅行的过去，当下与未来”。
波利蒂基总是在其散文及报刊文章中发表关于当代德语文学发展的见解。 其关于“相对现实主义”的散文：《小说应是怎样的》以及《白人-怎么办》曾引发广泛关注与讨论。
在2016年举行的德国日耳曼学者大会上，波利蒂基曾在一场报告中介绍了他现在的美学立场。这篇报告名为《缩减&速度》(Reduktion & Tempo)，出版于2017年的《哥廷根杂记》(Göttinger Sudelblätter)系列。

## 获奖经历
马蒂亚斯·波利蒂基因其首部长篇小说《告吹的事件——彩虹的分解，一部成长小说》在1987年获得西维塔斯文学奖，并在1988年获得巴伐利亚州文学促进奖。波利蒂基在国内外均获得多项文学赞助奖金，如丹麦、奥地利、美国等。
航运公司赫伯罗特在2006年首次在其游轮“欧洲”上，为波利蒂基设置了一个游轮作家的职位。波利蒂基因此机会得以作为一名“无驻地的作家”，参与为期半年的环球之旅。
在2009年，波利蒂基获得了“恩斯特·霍夫里希特奖”，同年在伦敦玛丽王后大学作驻校作家。2010年，波利蒂基被授予“北部文学之旅奖”。
因长篇小说《号角之主》及《撒马尔罕，撒马尔罕》，波利蒂基分别在2004年及2012/2013年收到德国文学基金会的文学促进奖金。
2014年，因汉堡与大阪庆祝城市间友谊关系建立25周年，波利蒂基曾前往大阪作“驻地作家”。同样地，他还曾于同年前往瑞士圣莫里兹作“驻地艺术家”。
2015年，波利蒂基获得奥尔登堡文学办事处的旅行奖金“文学离岸时间”。
2017年，他获得德国文学基金会和叙尔特基金会的奖学金，前往柬埔寨追寻“红色高棉”的痕迹。
2018年，《惊人的美丽、遥远与狂野》获得ITB柏林国际旅游交易会的ITB书奖。2018年9月，波利蒂基应上海作家协会邀请，作为驻地作家前往上海。

## 作品列表
波利蒂基的作品已经被翻译为英文、法语、意大利语以及日语。《惊人的美丽、遥远与狂野。为什么我们要旅行。旅行时我在想什么。》一书将由北京联合天际传媒(United Sky New Media, Bejing)出版，是其首部被翻译成中文的作品。

### 长篇小说与短篇小说
《撒马尔罕，撒马尔罕》(Samarkand Samarkand)，Hoffmann und Campe出版社，汉堡，2013年。ISBN 978-3-455-40443-2。
《通过游泳测试的人。三篇短篇小说》(Freischwimmer. Drei Erzählungen)，Svato出版社，汉堡，2011年。附11幅Svato Zapletal所作亚麻油毡版画。
《彼岸小说》(Jenseitsnovelle)，Hoffmann und Campe出版社，汉堡，2009年。ISBN 978-3-455-40194-3。
《180天环游世界。约翰·戈特利布·费希特的航海日志》(In 180 Tagen um die Welt. Das Logbuch des Herrn Johann Gottlieb Fichtl)，Marebuch出版社，汉堡，2008年。
《号角之主》(Herr der Hörner) 小说，Hoffmann und Campe出版社，汉堡，2005年。
《鼻子另一端的沉默》(Das Schweigen am andern Ende des Rüssels)，Hoffmann und Campe出版社，汉堡，2001年。
《一个四十岁的男人》(Ein Mann von vierzig Jahren)，Luchterhand 文学出版社，慕尼黑，2000年。
《女人小说》(Weiberroman)，Luchterhand 文学出版社，慕尼黑，1997年。
《Bifi香肠的坏影响。一场决赛与一场续集》(Der böse Einfluß der Bifi-Wurst. Ein End- und ein Nachspiel)，Ulrich Keicher出版社（红线系列图书，第44辑），瓦姆布隆（Warmbronn），1996年。
《京都台风》(Taifun über Kyoto)，Luchterhand 文学出版社，汉堡，1993年。
《西伯利亚日光浴。三页故事》(Sonnenbaden in Sibirien. Dreiseitige Geschichten)，Ulrich Keicher出版社（红线系列图书，第44辑），瓦姆布隆（Warmbronn），1991年。
《告吹的事件——彩虹的分解，一部成长小说》(Aus Fälle / Zerlegung des Regenbogens. Ein Entwickelungsroman)，Weismann 出版社，慕尼黑，1987年。

### 诗歌
《诗歌全集 2017-1987》(Sämtliche Gedichte 2017-1987)，Hoffmann und Campe出版社，汉堡，2018年。ISBN 978-3-455-81419-4.
《你眼中那迷乱的光亮。111首诗》(Dies irre Geglitzer in deinem Blick. 111 Gedichte)，Hoffmann und Campe出版社，汉堡，2015年。ISBN 978-3-455-40506-4。
《埃及的瘟疫。西奈山与荒漠。13首诗》(Ägyptische Plagen. Gebirg und Wüste Sinai. 13 Gedichte)，Hoffmann und Campe出版社，汉堡，2015年。ISBN 978-3-455-40510-1。
《那时闷热的午后。四种痛苦》(Dieser schwüle Nachmittag damals. Vier Sorten Schmerz)，13首诗与菲利克斯·德雷思的13个巧克力奶球，限量私人内部出版，Carl-Walter Kottnik出版社, 汉堡，2015年。
《为英雄的伦敦。麦芽酒——探索啤酒帝国》(London für Helden. The Ale Trail – Expedition ins Bierreich)，Hoffmann und Campe出版社，汉堡，2011年。ISBN 978-3-455-40323-7。
《那几秒之后。88首诗》(Die Sekunden danach. 88 Gedichte)，Hoffmann und Campe出版社，汉堡，2009年。ISBN 978-3-455-40145-5。
《对食用蚕的建议。66首诗》(Ratschlag zum Verzehr der Seidenraupe. 66 Gedichte)，Hoffmann und Campe出版社，汉堡，2003年。
《点凯匹林纳鸡尾酒的两种方式。一首诗》(Die zwei Arten, den Caipirinha zu bestellen)，Ulrich Keicher出版社，（限量选印）瓦姆布隆（Warmbronn），2000年。
《在香肠与奶酪的另一边，44首诗》(Jenseits von Wurst und Käse. 44 Gedichte)，Luchterhand文学出版社，汉堡，1995年。
《关于喝咖啡者的真相。一首诗》(Die Wahrheit über Kaffeetrinker. Ein Gedicht) Ulrich Keicher出版社，（限量选印）瓦姆布隆（Warmbronn），1993年。
《在此处文字的阴影中。22首诗》(Im Schatten der Schrift hier. 22 Gedichte)，Weismann出版社，慕尼黑，1988年。

### 散文
《惊人的美丽、遥远与狂野。为什么我们要旅行。旅行时我在想什么》(Schrecklich schön und weit und wild. Warum wir reisen und was wir dabei denken)，Hoffmann und Campe出版社，汉堡，2017年。
《缩减&速度。作一个在路上的21世纪记叙者》(Reduktion & Tempo. Als Erzähler unterwegs im 21. Jahrhundert. )，Wallstein出版社，哥廷根，2017年。
《42，195。为什么我们要跑马拉松，跑步时我们在想什么》(42,195. Warum wir Marathon laufen und was wir dabei denken)，Hoffmann und Campe 出版社，汉堡，2015年。
《关于物在未来的消失。某些文章 2006-1998》(Vom Verschwinden der Dinge in der Zukunft. Bestimmte Artikel 2006–1998)，Hoffmann und Campe出版社，汉堡，2007年。
《玛丽埃特-理念、数据记录与草帽。互联网主动写作与被动写作。》(Marietta – die Idee, der Datensatz und der Strohhut. Schreiben und Schreiben-Lassen im Internet) Franz Steiner出版社。（美因茨科学与文学研究院，文学的层次系列论文（序号.）1/2000 ），斯图加特，2000年。
《元音的颜色。关于文学、78一代和吃饱的青蛙的呱呱声》(Die Farbe der Vokale. Von der Literatur, den 78ern und dem Gequake satter Frösche)，Luchterhand文学出版社，慕尼黑，1998年。

### 编辑出版及其他
《诗。第20。20年来最好的诗——为了接下来的20年》(Das Gedicht, Nr. 20. Das Beste aus 20 Jahren – und für die nächsten 20 Jahre)，周年纪念版，与A. Leitner共同编辑，Weßling出版社，2012年。
《伦敦，来自环形球仪的信号》(London, Signale aus der Weltmaschine)，编者：马蒂亚斯·波利蒂基，Corso出版社，汉堡，2011年。ISBN 978-3-86260-015-1。
《玛丽埃塔/一个四十岁的男人》(Marietta / Ein Mann von vierzig Jahren)，ZDF电视台“发展中的小说”项目纪录片，ZDF文化节目“观点”首页，CD-ROM. ZDF.Online / Luchterhand 文学出版社，慕尼黑，1999年。
《百首必读诗，及一首多余的诗》(Hundert notwendige Gedichte. Und ein überflüssiges)，Luchterhand 文学出版社，汉堡/苏黎世，1992年。

### 专业书籍
《重估一切价值？尼采观点下转向哲学博士的德语文学》(Umwertung aller Werte? Deutsche Literatur im Urteil Nietzsches)，De Gruyter 出版社，柏林，1989年。
《早期尼采与德国古典文学时期——关于文学价值评估的问题研究》(Der frühe Nietzsche und die deutsche Klassik. Studien zu Problemen literarischer Wertung) Münchner Hochschulschriften (慕尼黑高校论文)出版社，施特劳宾（Straubing），1981年。

### 有声书
《42，195。为什么我们要跑马拉松，跑步时我们在想什么》(42,195. Warum wir Marathon laufen und was wir dabei denken)（有声书，马蒂亚斯·波利蒂基朗读），Erlesen TV GmbH （“精选”电视台），2015年。
《撒马尔罕，撒马尔罕》(Samarkand Samarkand)（朗读者：马蒂亚斯·波利蒂基）。Hoffmann und Campe出版社，汉堡，2013年。
《为英雄的伦敦。麦芽酒》(London Für Helden. The Ale Trail ) (与Peter Lohmeyer 及 Colin Soleman 合作)。Antje Kunstmann 出版社，慕尼黑，2011年。
《彼岸小说》(Jenseitsnovelle. )（与Nina Petri合作）. Radioropa/Technisat 出版社, 道恩（Daun）, 2009年。

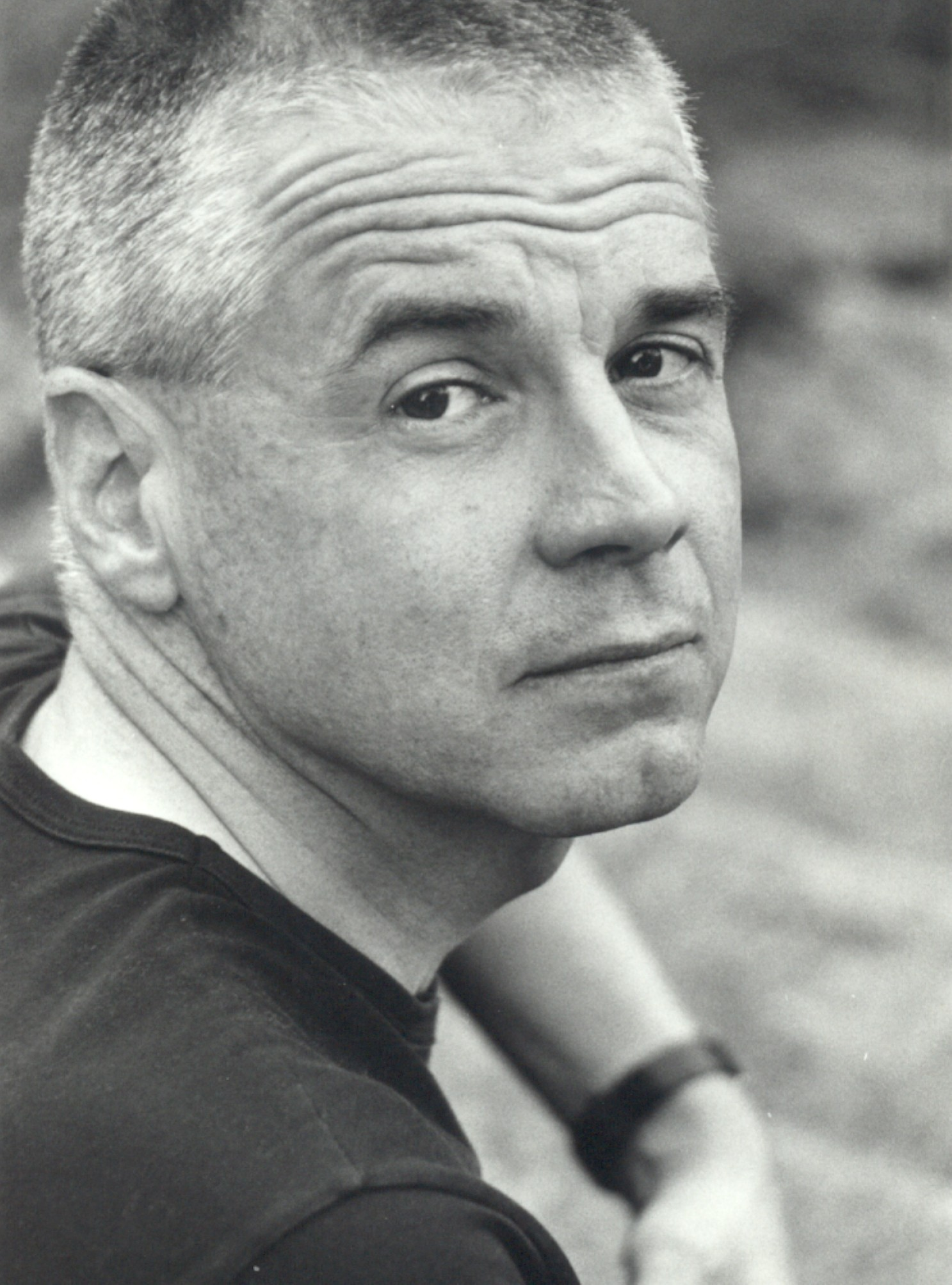
马蒂亚斯·波利蒂基（2007年前）

《船。与马蒂亚斯·波利蒂基体验一场环球之旅》(Das Schiff. Erlebnisse einer Weltreise mit Matthias Politycki) Wolfgang Stockmann系列有声书, 航海日志撰写及叙述: 马蒂亚斯·波利蒂基. Antje Kunstmann出版社,慕尼黑, 2008年。
《魔鬼的护身符》(Des Teufels Amulett)，Münchner Frühling（慕尼黑春天）出版社，（“一次一首诗”系列），慕尼黑，2007年。
《女人。算了吧。难啊。》（Frauen. Naja. Schwierig）(与Hellmuth Opitz及Steffen Jacobs共同合作) Hoffmann und Campe出版社，汉堡，2005年。
《鼻子另一端的沉默》(Das Schweigen am andern Ende des Rüssels)，Hoffmann und Campe出版社，汉堡，2001年。
《一个四十岁的男人》(Ein Mann von vierzig Jahren)，Hörbuch Hamburg/Deutschlandradio（汉堡有声书/德国广播电台），汉堡，2000年。